# Westbury (Australië)
Westbury is een plaats in de Australische deelstaat Tasmanië en telt 1357 inwoners (2006).